# Championnat du monde des voitures de sport 1985
Navigation
Édition précédente Édition suivante
Le Championnat du monde des voitures de sport 1985 est la 33e saison du Championnat du monde des voitures de sport (WSC) FIA. Il est réservé pour les voitures du Groupe C classées en deux catégories : C1 et C2. La catégorie GTP est invitée et permet aux voitures spécifiques IMSA de prendre part à ce championnat qui s'est couru du 14 avril au 1er décembre 1985, comprenant dix courses.

## Calendrier
| Manche | Course                                         | Circuit                      | Participants | Date          |
| ------ | ---------------------------------------------- | ---------------------------- | ------------ | ------------- |
| 1      | 1 000 km du Mugello                            | Circuit du Mugello           | 17           | 14 avril      |
| 2      | 1 000 km de Monza - Trofeo Filippo Caracciolo† | Autodromo Nazionale di Monza | 25           | 28 avril      |
| 3      | 1 000 km de Silverstone                        | Circuit de Silverstone       | 31           | 12 mai        |
| 4      | 24 Heures du Mans                              | Le Mans                      | 49           | 15 et 16 juin |
| 5      | Duschfrish ADAC 1 000 km de Duschfrish         | Circuit d'Hockenheim         | 35           | 14 juillet    |
| 6      | 1 000 km de Mosport - GT Budweiser             | Circuit Mosport Park         | 19           | 11 août       |
| 7      | 1 000 km de Spa                                | Circuit de Spa-Francorchamps | 33           | 1er septembre |
| 8      | 1 000 km de Brands Hatch†                      | Circuit de Brands Hatch      | 26           | 22 septembre  |
| 9      | 1 000 km de Fuji                               | Fuji Speedway                | 38           | 6 octobre     |
| 10     | 800 km de Selangor†                            | Circuit de Shah Alam         | 15           | 1er décembre  |

† - Course où il n'y a pas de points attribués aux équipes.

## Résultats de la saison

### Attribution des points
Les points sont distribués aux dix premiers de chaque course dans l'ordre de 20-15-12-10-8-6-4-3-2-1 points, toutefois :
- Les pilotes qui ne conduisent pas la voiture dans un certain pourcentage de tours dans une course n'ont pas droit aux points.
- Les constructeurs ne reçoivent les points que de leur voiture la mieux classée, les autres voitures du même constructeur ne marquant aucun point, cependant les points sont attribués aux pilotes de ces voitures.
- Le pilote et les équipes ne marquent pas de points s'ils n'accomplissent pas 90 % de la distance du vainqueur.

### Courses
| Manche | Circuit              | Équipe vainqueur C1                              | Équipe vainqueur C2                      | Résultats |
| Manche | Circuit              | Pilote vainqueur C1                              | Pilote vainqueur C2                      | Résultats |
| ------ | -------------------- | ------------------------------------------------ | ---------------------------------------- | --------- |
| 1      | Mugello              | Rothmans Porsche                                 | Spice Engineering                        | Résultats |
| 1      | Mugello              | Jacky Ickx Jochen Mass                           | Gordon Spice Ray Bellm                   | Résultats |
| 2      | Monza                | Porsche Kremer Racing                            | Spice Engineering                        | Résultats |
| 2      | Monza                | Manfred Winkelhock Marc Surer                    | Gordon Spice Ray Bellm                   | Résultats |
| 3      | Silverstone          | Rothmans Porsche                                 | Ecurie Ecosse                            | Résultats |
| 3      | Silverstone          | Jacky Ickx Jochen Mass                           | Ray Mallock Mike Wilds                   | Résultats |
| 4      | Le Mans              | Joest Racing                                     | Spice Engineering                        | Résultats |
| 4      | Le Mans              | Klaus Ludwig Louis Krages Paolo Barilla          | Gordon Spice Ray Bellm Mark Galvin       | Résultats |
| 5      | Hockenheim           | Rothmans Porsche                                 | Ecurie Ecosse                            | Résultats |
| 5      | Hockenheim           | Derek Bell Hans Joachim Stuck                    | Ray Mallock David Leslie Mike Wilds      | Résultats |
| 6      | Mosport              | Rothmans Porsche                                 | Spice Engineering                        | Résultats |
| 6      | Mosport              | Derek Bell Hans Joachim Stuck                    | Gordon Spice Ray Bellm                   | Résultats |
| 7      | Spa-Francorchamps    | Martini Racing                                   | Spice Engineering                        | Résultats |
| 7      | Spa-Francorchamps    | Bob Wollek Mauro Baldi                           | Gordon Spice Ray Bellm                   | Résultats |
| 8      | Brands Hatch         | Rothmans Porsche                                 | Ecurie Ecosse                            | Résultats |
| 8      | Brands Hatch         | Derek Bell Hans-Joachim Stuck                    | Ray Mallock Mike Wilds                   | Résultats |
| 9      | Fuji                 | Hoshino Racing                                   | Auto Beaurex Motorsport                  | Résultats |
| 9      | Fuji                 | Kazuyoshi Hoshino Akira Hagiwara Keiji Matsumoto | Kazuo Mogi Toshio Motohashi              | Résultats |
| 10     | Circuit de Shah Alam | Rothmans Porsche                                 | ADA Engineering                          | Résultats |
| 10     | Circuit de Shah Alam | Jacky Ickx Jochen Mass                           | Richard Piper Ian Harrower Evan Clements | Résultats |

### Championnat du monde des écuries
Il y a deux classements, un premier pour toutes les catégories et un deuxième pour la catégorie C2 uniquement.
Aucun point n'a été attribué pour les manches 2, 8, et 10. Les points étaient prévus pour la 9e manche, mais n'ont pas été attribués en raison de l'arrêt de la course avec moins de 50 % de la distance couverte.

#### Classement toutes catégories C1-C2-GTP
| Pos | Écurie                  | Châssis                   | MUG | MON    | SIL  | LMS  | HOC  | MOS | SPA  | BHC    | FUJ  | SEL   | Total |
| --- | ----------------------- | ------------------------- | --- | ------ | ---- | ---- | ---- | --- | ---- | ------ | ---- | ----- | ----- |
| 1   | Rothmans Porsche        | Porsche 956B Porsche 962C | 1   | (2)    | 1    | 3    | 1    | 1   | 2    | (1)    | Abd. | (1)   | 107   |
| 2   | Martini Lancia          | Lancia LC2                | 4   | (3)    | 3    | 6    | 4    |     | 1    | (3)    |      |       | 58    |
| 3   | New Man Joest Racing    | Porsche 956B              |     | (7)    | 6    | 1    | 3    |     | 3    |        | Abd. | (Np.) | 50    |
| 4   | Porsche Kremer Racing   | Porsche 956B Porsche 962C | 2   | (1)    | 4    | 5    | Abd. | 4   | 11   |        |      |       | 43    |
| 5   | Richard Lloyd Racing    | Porsche 956B GTi          |     |        | 5    | 2    | 5    |     | Np.  |        | Abd. |       | 31    |
| 6   | Brun Motorsport         | Porsche 956B Porsche 962C | 3   | (8)    | 10   | Abd. | 2    |     | Abd. |        |      | (5)   | 28    |
| 7   | TWR Jaguar              | Jaguar XJR-6              |     |        |      |      |      | 3   | 5    | (Abd.) | Abd. | (2)   | 20    |
| 8   | Obermaier Racing        | Porsche 956B              | 6   | (Abd.) | 7    | 8    | 7    |     | 8    |        |      |       | 20    |
| 9   | Spice Engineering       | Tiga GC84 Spice-Tiga GC85 | 7   | (7)    | 11   | 14   | 9    | 5   | 9    | (Abd.) |      |       | 16    |
| 10  | John Fitzpatrick Racing | Porsche 956 Porsche 956B  |     | (Abd.) | Abd. | 4    |      |     |      |        | Abd. | (4)   | 10    |

| Couleur  | Résultat                       |
| -------- | ------------------------------ |
| Or       | Vainqueur                      |
| Argent   | 2e place                       |
| Bronze   | 3e place                       |
| Vert     | Classé dans les points         |
| Bleu     | Classé hors des points         |
| Bleu     | Non classé (Nc.)               |
| Violet   | Abandon (Abd.)                 |
| Rouge    | Non qualifié (Nq.)             |
| Rouge    | Non pré-qualifié (Npq.)        |
| Noir     | Disqualifié (Dsq.)             |
| Blanc    | Non partant (Np.)              |
| Blanc    | Forfait (Forf.)                |
| Blanc    | Course annulée (A)             |
| Neutre   | Non présent                    |
| Neutre   | Exclu (Ex.)                    |
| Gras     | Pole position                  |
| Italique | Meilleur tour en course        |
| †        | Classé sans terminer la course |
| 1 2 3 …  | Classement dans la catégorie   |

#### Classement catégorie C2
| Pos | Écurie               | Châssis                                      | MUG | MON    | SIL  | LMS  | HOC  | MOS  | SPA  | BHC    | FUJ  | SEL    | Total |
| --- | -------------------- | -------------------------------------------- | --- | ------ | ---- | ---- | ---- | ---- | ---- | ------ | ---- | ------ | ----- |
| 1   | Spice Engineering    | Tiga GC84 Spice-Tiga GC85                    | 1   | (1)    | 2    | 1    | 2    | 1    | 1    | (Abd.) |      |        | 110   |
| 2   | Ecurie Ecosse        | Ecosse C285                                  |     | (2)    | 1    | Abd. | 1    |      | 4    | (1)    |      |        | 50    |
| 3   | Ark Racing           | Ceekar 83J                                   | 4   | (6)    | 5    |      | 4    | 3    | 6    | (Abd.) |      | (4)    | 46    |
| 4   | Gebhardt Motorsport  | Gebhardt JC842 Gebhardt JC843 Gebhardt JC853 |     | (4)    | 4    | Abd. | Abd. | 2    | 2    |        | Abd. | (Abd.) | 40    |
| 5   | Jens Winther         | URD C83                                      | 3   | (3)    | Abd. | Abd. | 5    |      | 3    | (Abd.) |      |        | 32    |
| 6   | Carma F.F.           | Alba AR2 Alba AR6                            | 2   | (Abd.) | 7    | Abd. | 3    | Abd. | Abd. | (3)    |      |        | 31    |
| 7   | Roy Baker Promotions | Tiga GC284 Tiga GC285                        | 5   | (Abd.) | Abd. | 4    | Nc.  | Nc.  | 2    | (Nc.)  | Abd. | (3)    | 20    |
| 8   | Mazdaspeed Co.       | Mazda 737C                                   |     |        | 6    | 3    |      |      |      |        | Abd. |        | 18    |
| 9   | ADA Engineering      | Gebhardt JC843                               |     | (5)    | Abd. | 2    |      |      |      | (4)    |      | (1)    | 15    |
| 10  | Strandell Motors     | Standell 85                                  |     | (Abd.) | 3    | Np.  | Nq.  |      | Abd. |        |      |        | 12    |

| Couleur  | Résultat                       |
| -------- | ------------------------------ |
| Or       | Vainqueur                      |
| Argent   | 2e place                       |
| Bronze   | 3e place                       |
| Vert     | Classé dans les points         |
| Bleu     | Classé hors des points         |
| Bleu     | Non classé (Nc.)               |
| Violet   | Abandon (Abd.)                 |
| Rouge    | Non qualifié (Nq.)             |
| Rouge    | Non pré-qualifié (Npq.)        |
| Noir     | Disqualifié (Dsq.)             |
| Blanc    | Non partant (Np.)              |
| Blanc    | Forfait (Forf.)                |
| Blanc    | Course annulée (A)             |
| Neutre   | Non présent                    |
| Neutre   | Exclu (Ex.)                    |
| Gras     | Pole position                  |
| Italique | Meilleur tour en course        |
| †        | Classé sans terminer la course |
| 1 2 3 …  | Classement dans la catégorie   |

### Championnat du monde des pilotes
Il y a deux classements, un premier pour toutes les catégories et un deuxième pour la catégorie C2 uniquement.

#### Classement toutes catégories C1-C2-GTP
| Pos | Pilote             | Écurie                                            | MUG  | MON  | SIL | LMS | HOC  | MOS  | SPA  | BHC | FUJ  | SEL  | Total |
| --- | ------------------ | ------------------------------------------------- | ---- | ---- | --- | --- | ---- | ---- | ---- | --- | ---- | ---- | ----- |
| 1=  | Derek Bell         | Rothmans Porsche                                  | Dsq. | 2    | 2   | 3   | 1    | 1    | 2    | 1   | Abd. | Abd. | 117   |
| 1=  | Hans-Joachim Stuck | Rothmans Porsche                                  | Dsq. | 2    | 2   | 3   | 1    | 1    | 2    | 1   | Abd. | Abd. | 117   |
| 3=  | Jacky Ickx         | Rothmans Porsche                                  | 1    | 4    | 1   | 10  | Abd. | 2    | Abd. | 2   | Abd. | 1    | 101   |
| 3=  | Jochen Mass        | Rothmans Porsche                                  | 1    | 4    | 1   | 10  | Abd. | 2    | Abd. | 2   | Abd. | 1    | 101   |
| 5=  | Bob Wollek         | Martini Racing                                    | 4    | Abd. | 12  | 6   | 4    |      | 1    | 3   |      |      | 58    |
| 5=  | Klaus Ludwig       | New Man Joest Racing                              | 5    | (9)  | 6   | 1   | 3    |      | 3    |     | Abd. |      | 58    |
| 7   | Paolo Barilla      | New Man Joest Racing                              |      | 9    | 6   | 1   | 3    |      | 3    |     | Abd. | Np.  | 52    |
| 8   | Alessandro Nannini | Martini Racing                                    | Abd. | 3    | 3   | 6   | Abd. |      | 4    | 4   |      |      | 50    |
| 9=  | Marc Surer         | Porsche Kremer Racing                             | 2    | 1    | 4   |     | Abd. | Abd. | 11   |     |      |      | 45    |
| 9=  | Manfred Winkelhock | Porsche Kremer Racing                             | 2    | 1    | 4   |     | Abd. | Abd. |      |     |      |      | 45    |
| 11  | Mike Thackwell     | Obermaier Racing Porsche Kremer Racing TWR Jaguar | 6    |      |     | 9   |      | 3    | 5    |     | Abd. | 2    | 43    |

| Couleur  | Résultat                       |
| -------- | ------------------------------ |
| Or       | Vainqueur                      |
| Argent   | 2e place                       |
| Bronze   | 3e place                       |
| Vert     | Classé dans les points         |
| Bleu     | Classé hors des points         |
| Bleu     | Non classé (Nc.)               |
| Violet   | Abandon (Abd.)                 |
| Rouge    | Non qualifié (Nq.)             |
| Rouge    | Non pré-qualifié (Npq.)        |
| Noir     | Disqualifié (Dsq.)             |
| Blanc    | Non partant (Np.)              |
| Blanc    | Forfait (Forf.)                |
| Blanc    | Course annulée (A)             |
| Neutre   | Non présent                    |
| Neutre   | Exclu (Ex.)                    |
| Gras     | Pole position                  |
| Italique | Meilleur tour en course        |
| †        | Classé sans terminer la course |
| 1 2 3 …  | Classement dans la catégorie   |

#### Classement catégorie C2
| Pos | Pilote          | Écurie            | MUG | MON  | SIL  | LMS  | HOC  | MOS | SPA  | BHC  | FUJ  | SEL | Total |
| --- | --------------- | ----------------- | --- | ---- | ---- | ---- | ---- | --- | ---- | ---- | ---- | --- | ----- |
| 1=  | Gordon Spice    | Spice Engineering | 1   | 1    | 2    | 1    | 2    | 1   | 1    | Abd. |      |     | 130   |
| 1=  | Ray Bellm       | Spice Engineering | 1   | 1    | 2    | 1    | 2    | 1   | 1    | Abd. |      |     | 130   |
| 3   | Mike Wilds      | Ecurie Ecosse     |     | 2    | 1    | Abd. | 1    |     | 4    | 1    |      |     | 85    |
| 4   | Ray Mallock     | Ecurie Ecosse     |     | 2    | 1    | Abd. | 1    |     |      | 1    |      |     | 75    |
| 5=  | Max Payne       | Ark Racing        | 4   | 6    | 5    |      | 4    | 3   | 6    | Abd. |      | 4   | 62    |
| 5=  | David Andrews   | Ark Racing        | 4   | 6    | 5    | Nc.  | 4    | 3   | 6    | Abd. | Nc.  | 4   | 62    |
| 7   | Ian Harrower    | ADA Engineering   |     | 5    | Abd. | 2    |      |     |      | 4    |      | 1   | 53    |
| 8   | Frank Jelinski  | ADA Engineering   |     | 4    | 4    | Abd. | Abd. | 2   | 2    |      | Abd. |     | 50    |
| 9=  | Martino Finotto | Carma FF          | 2   | Abd. | 7    | Abd. | 3    | Nc. | Abd. | 2    |      |     | 46    |
| 9=  | Carlo Facetti   | Carma FF          | 2   | Abd. | 7    | Abd. | 3    | Nc. | Abd. | 2    |      |     | 46    |

| Couleur  | Résultat                       |
| -------- | ------------------------------ |
| Or       | Vainqueur                      |
| Argent   | 2e place                       |
| Bronze   | 3e place                       |
| Vert     | Classé dans les points         |
| Bleu     | Classé hors des points         |
| Bleu     | Non classé (Nc.)               |
| Violet   | Abandon (Abd.)                 |
| Rouge    | Non qualifié (Nq.)             |
| Rouge    | Non pré-qualifié (Npq.)        |
| Noir     | Disqualifié (Dsq.)             |
| Blanc    | Non partant (Np.)              |
| Blanc    | Forfait (Forf.)                |
| Blanc    | Course annulée (A)             |
| Neutre   | Non présent                    |
| Neutre   | Exclu (Ex.)                    |
| Gras     | Pole position                  |
| Italique | Meilleur tour en course        |
| †        | Classé sans terminer la course |
| 1 2 3 …  | Classement dans la catégorie   |